# シャンパーニュの丘陵、メゾンとカーヴ
シャンパーニュの丘陵、メゾンとカーヴは、UNESCOの世界遺産リスト登録物件のひとつであり、その名が示すように、フランスのシャンパーニュ地方で作られるスパークリングワイン、シャンパーニュ（シャンパン）の産地の文化的景観を対象としている（以下、基本的に地方名はシャンパーニュ、酒名はシャンパンで統一する）。「メゾン」(maison)はフランス語で「家」を意味する一般的な語だが、他にも様々な意味を持つ。シャンパーニュではシャンパン製造業者 (Maison de Champagne) の意味もあり、シャンパン関連の日本語文献では、しばしばそのまま「メゾン」とカタカナ表記される。「カーヴ」(cave) は地下室、地下倉などの意味で、地下のワインセラーの意味もある。この語もまた、シャンパンの熟成庫や醸造施設の意味として、日本ではそのままカタカナ表記されることがしばしばである。世界遺産になっているのは、シャンパンに使われるブドウの栽培地、地下に広がるカーヴ群、世界的に名の知られたメゾンや、それが並ぶ大通りなどで、ブドウ生産からシャンパン販売までを包含している。

## 歴史
世界遺産の構成資産に直接関わる事柄を中心に、シャンパンの歴史を略述する。包括的なシャンパンの歴史については、fr:Champagne_(AOC)#Histoire等を参照のこと。
シャンパーニュでは、他地域から持ち込まれたワインは紀元前から飲まれていたようだが、自らワイン生産をするようになったのは、ローマ帝国に編入された後だった。そのローマの支配下では、建造物の資材として、地下から大量の白亜が掘り出された。その結果できた巨大な洞穴群は、後のシャンパン生産にとって重要な役割を果たすことになる。中世前半、6世紀から7世紀にはこの地域にも修道院が建てられるようになり、後にシャンパンの起源と結び付けられるオーヴィレール修道院（オーヴィレールのサン＝ピエール大修道院）が建てられたのも、その時期のことであった。ブルゴーニュワインの場合、修道院の果たした役割は大きかったが、中世シャンパーニュでのワイン生産の質的向上には、シャンパーニュの大市での商品化という観点から、むしろ商人たちの方が大きく寄与した。
以上の時期のシャンパーニュのワインはまだ非発泡性の赤ワインで、発泡性の白ワインのひとつであるシャンパンが登場するのは、17世紀後半のことである。伝説的な起源では、オーヴィレール修道院の修道士ドン・ペリニヨンが、発泡性のワインを生み出したとされる。しかし、それ以前にロンドンで発泡性のワインは誕生しており、その詮にコルクを使うことも行われるようになっていた。こうしたことから、ドン・ペリニヨンをシャンパンそのものの起源と位置づける説は疑問視されている。しかしながら、異なるブドウ品種やワインをブレンドしてシャンパンを作る手法を確立した功績は、ドン・ペリニヨンに帰せられている。そのドン・ペリニヨンのものも含めたシャンパンは、17世紀末にはイギリスにも輸出され、玉石混交だった当時のイギリスワインに比べ、高級ワインとして受け入れられた。
18世紀にはポンパドゥール夫人が絶賛したように、フランス宮廷でも評価する声が聞かれるようになった。リュイナール（1729年）、モエ・エ・シャンドン（1743年）、ランソン（1750年）など、現代まで続く大手メゾンが次々と誕生したのもこの頃であった。

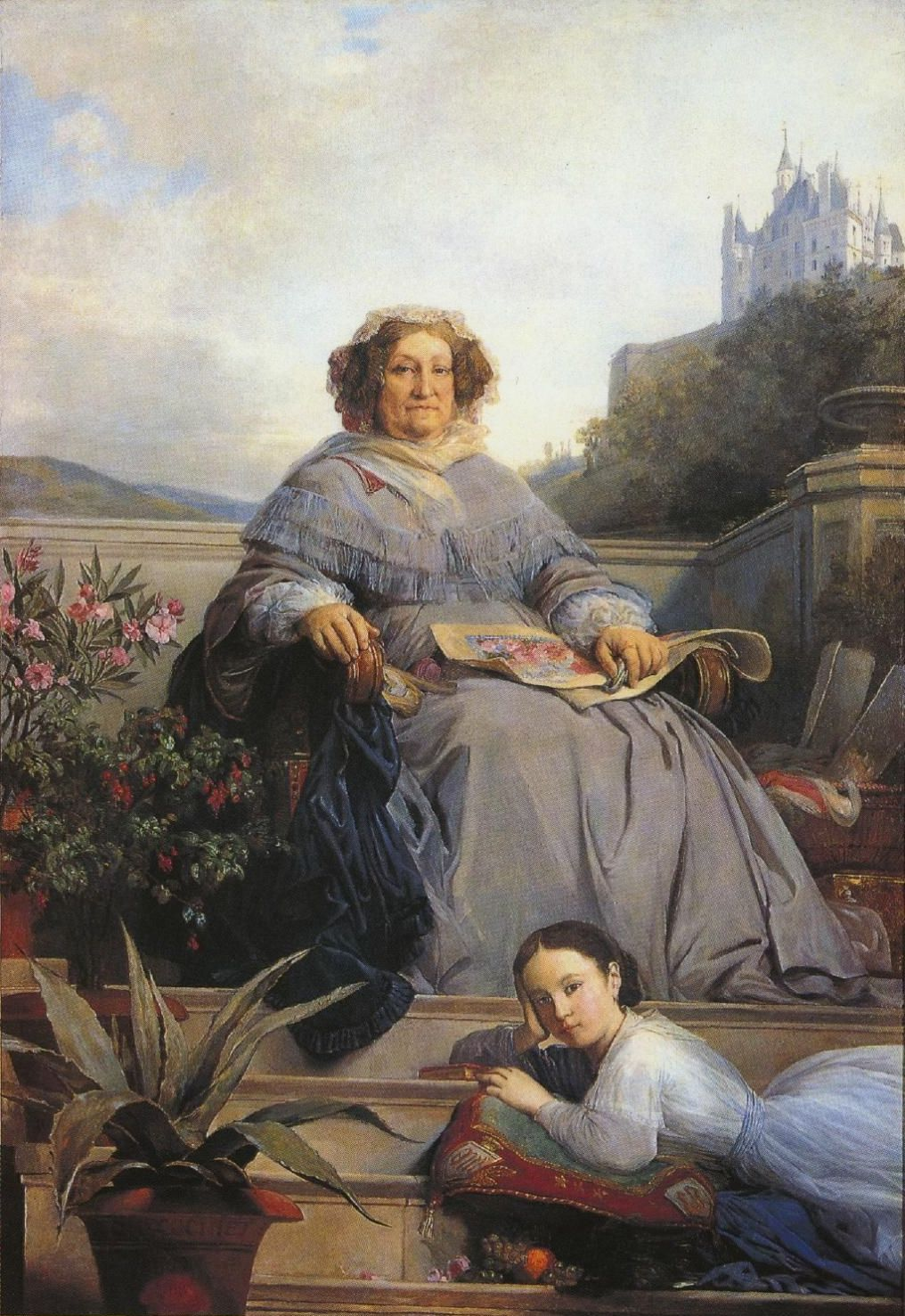
ヴーヴ・クリコの肖像画

19世紀には、ヴーヴ・クリコとマダム・ポメリー（ポメリー夫人）という2人の未亡人の存在がシャンパンの発展に重要な役割を果たした。ヴーヴ・クリコ（ヴーヴ・クリコ・ポンサルダン）は、フランソワ・クリコに嫁いだニコル・バルブ・ポンサルダンが27歳で未亡人になってから、夫の事業を継いだ後に呼ばれた名であり、メゾンの名にもなっている（ヴーヴ veuve は未亡人の意味）。ヴーヴ・クリコは、事業を継いだ時点で年間5万本に過ぎなかった出荷量を、亡くなるまでに300万本にまで引き上げた商才に長けた女性だったが、シャンパン生産史の上では、ルミュアージュ (Remuage)の手法を確立し、質を向上させたことが特筆される。また、ロゼのシャンパンを最初に売り出したのも彼女とされ、シャンパーニュ地方では「ラ・グランダム」（偉大な女性）と呼ばれる。もう一人のマダム・ポメリー（ジャンヌ・アレクサンドリーヌ・ポメリー）は39歳で未亡人になって事業を継ぐと、イギリス貿易を重視し、イギリス人の辛口嗜好に合わせた辛口のシャンパンを開発した。甘口しかなかったシャンパンに辛口が加わったことは、料理への合わせ方の幅を広げ、新たな需要を喚起することを意味した。同じ頃、アルフォンス・ミュシャやアンリ・ド・トゥールーズ＝ロートレックらのポスターが広告として採用され始めており、劇場や酒場にまじって、シャンパン・メゾンもこれを積極的に活用した。ベル・エポックの活況にあわせて、ドイツ人たちも多く帰化し、シャンパン醸造に携わる者たちも現れた。テタンジェなどがそうした例である。
このように、新たな発展を遂げたシャンパンであったが、19世紀末には他の地域同様、ブドウネアブラムシによる被害が見られ始めた。シャンパーニュの場合、その寒冷さのため、伝播が遅く、対応は比較的容易だったため、当初は壊滅的というほどの被害は受けずにすんだ。しかしながら、大手が積極的に対応したのに対し、規模の小さな地主が出費を渋ったことから、抜本的な対処ができず、第一次世界大戦中に駆除が後回しにされたことで、再び蔓延して大損害を出したのである。第一次世界大戦から世界恐慌にかけては、奢侈品であったシャンパンの海外市場の縮小に見舞われたことも打撃になった。そのため、1930年代から業界団体設立の動きがおこり、1941年にシャンパーニュ委員会 (CIVC)が正式に発足した。

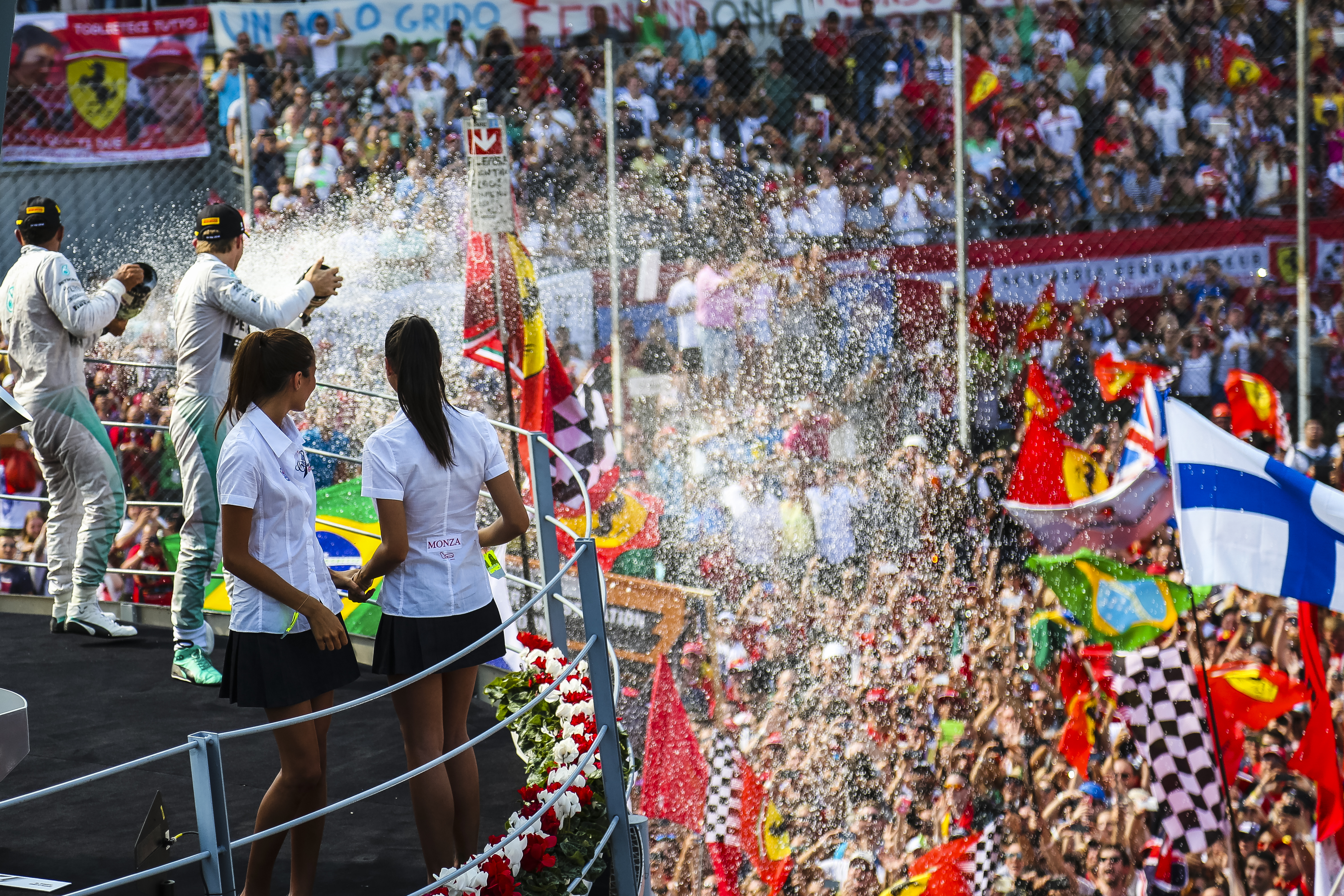
2014年イタリアグランプリ（F1）でのシャンパンシャワー

第二次世界大戦後、シャンパンの消費量は再び増大した。その背景にあるのは、経済発展による購買層の拡大、すなわちシャンパンの大衆化である。シャンパンは昔から進水式で割られてきたが、現代ではシャンパンファイトなど、競技の優勝者と結びつくものにもなっている。また、古典的な文学作品から通俗的なミステリーに至る小説の数々、さらには映画など、様々な作品の情景にもシャンパンは登場している。世界遺産登録に当たっては、こうしたシャンパンの受容のされ方も評価対象となった。

## 構成資産

### 一覧
構成資産は大きく3つに分類されており、それがさらに14の構成資産に分かれている。ID、欧文名称、面積、緩衝地域は世界遺産センター公式サイト、3つのグループ名および所在地は国際記念物遺跡会議 (ICOMOS) の評価書による。なお、アイとマルイユ＝シュル＝アイは世界遺産登録時点では別個のコミューンだったが、2016年にビスイユとともに合併してアイ＝シャンパーニュになっている。
| | 所在地 | ID | 名称 | 面積 (ha) | 緩衝地域 (ha) |
| 第1地区 - オーヴィレール、アイ、マルイユ＝シュル＝アイの歴史的丘陵地 (Partie 1 – les coteaux historiques d’Hautvillers, Aÿ et Mareuil-sur-Aÿ) | 第1地区 - オーヴィレール、アイ、マルイユ＝シュル＝アイの歴史的丘陵地 (Partie 1 – les coteaux historiques d’Hautvillers, Aÿ et Mareuil-sur-Aÿ) | 第1地区 - オーヴィレール、アイ、マルイユ＝シュル＝アイの歴史的丘陵地 (Partie 1 – les coteaux historiques d’Hautvillers, Aÿ et Mareuil-sur-Aÿ)        | 第1地区 - オーヴィレール、アイ、マルイユ＝シュル＝アイの歴史的丘陵地 (Partie 1 – les coteaux historiques d’Hautvillers, Aÿ et Mareuil-sur-Aÿ) | 第1地区 - オーヴィレール、アイ、マルイユ＝シュル＝アイの歴史的丘陵地 (Partie 1 – les coteaux historiques d’Hautvillers, Aÿ et Mareuil-sur-Aÿ) | 第1地区 - オーヴィレール、アイ、マルイユ＝シュル＝アイの歴史的丘陵地 (Partie 1 – les coteaux historiques d’Hautvillers, Aÿ et Mareuil-sur-Aÿ) |
| --- | --- | --- | --- | --- | --- |
| | オーヴィレール | 1465-001 | Coteaux d’Hautvillers オーヴィレールの丘陵地                                                                                                  | 220.67 | 3,699.12 |
| 1465-002 | オーヴィレール | Caves coopératives d’Hautvillers - Underground オーヴィレールの協同カーヴ - 地下                                                                     | 4.11 | | 3,699.12 |
| 1465-003 | オーヴィレール | Cave Thomas - Underground カーヴ・トマ - 地下 | 0.93 | | 3,699.12 |
| アイ | 1465-004 | Coteaux d’Aÿ アイの丘陵地 | 439.53 | | 3,699.12 |
| アイ | 1465-005 | Cave d’Aÿ - Underground アイのカーヴ - 地下 | 57.8 | | 3,699.12 |
| マルイユ＝シュル＝アイ | 1465-006 | Coteaux de Mareuil-sur-d’Aÿ マルイユ＝シュル＝アイの丘陵地                                                                                           | 44.22 | | 3,699.12 |
| マルイユ＝シュル＝アイ | 1465-007 | Cave de Mareuil-sur-d’Aÿ - Underground マルイユ＝シュル＝アイのカーヴ - 地下                                                                         | 14.69 | | 3,699.12 |
| 第2地区 - ランスのサン＝ニケーズの丘 (Partie 2 – la colline Saint-Nicaise à Reims)                                                            | | | | | |
| | ランス | 1465-008 | Colline Saint-Nicaise サン＝ニケーズの丘 | 132.3 | 306.46 |
| 1465-009 | ランス | Caves Pommery, Ruinart, Veuve-Cliquot, Charles Heidsieck - Underground ポメリー、リュイナール、ヴーヴ＝クリコ、シャルル・エドシックの各カーヴ - 地下 | 62.75 | | 306.46 |
| 1465-010 | ランス | Caves Taittinger - Underground カーヴ・テタンジェ - 地下                                                                                             | 1.44 | | 306.46 |
| 1465-011 | ランス | Caves Martel - Underground カーヴ・マルテル - 地下                                                                                                   | 1.18 | | 306.46 |
| 第3地区 - エペルネーのシャンパーニュ大通り (Partie 3 – l’avenue de Champagne à Épernay)                                                       | | | | | |
| | エペルネー | 1465-012 | Avenue de Champagne シャンパーニュ大通り | 52.92 | 245.58 |
| 1465-013 | エペルネー | Fort Chabrol フォール・シャブロル | 2.48 | | 245.58 |
| 1465-014 | エペルネー | Caves de l’avenue de Champagne - Underground シャンパーニュ大通りのカーヴ - 地下                                                                     | 66.7 | | 245.58 |
| 合計 | 合計 | 合計 | 合計 | 1,101.72 | 4,251.16 |

### オーヴィレール、アイ、マルイユ＝シュル＝アイの歴史的丘陵地

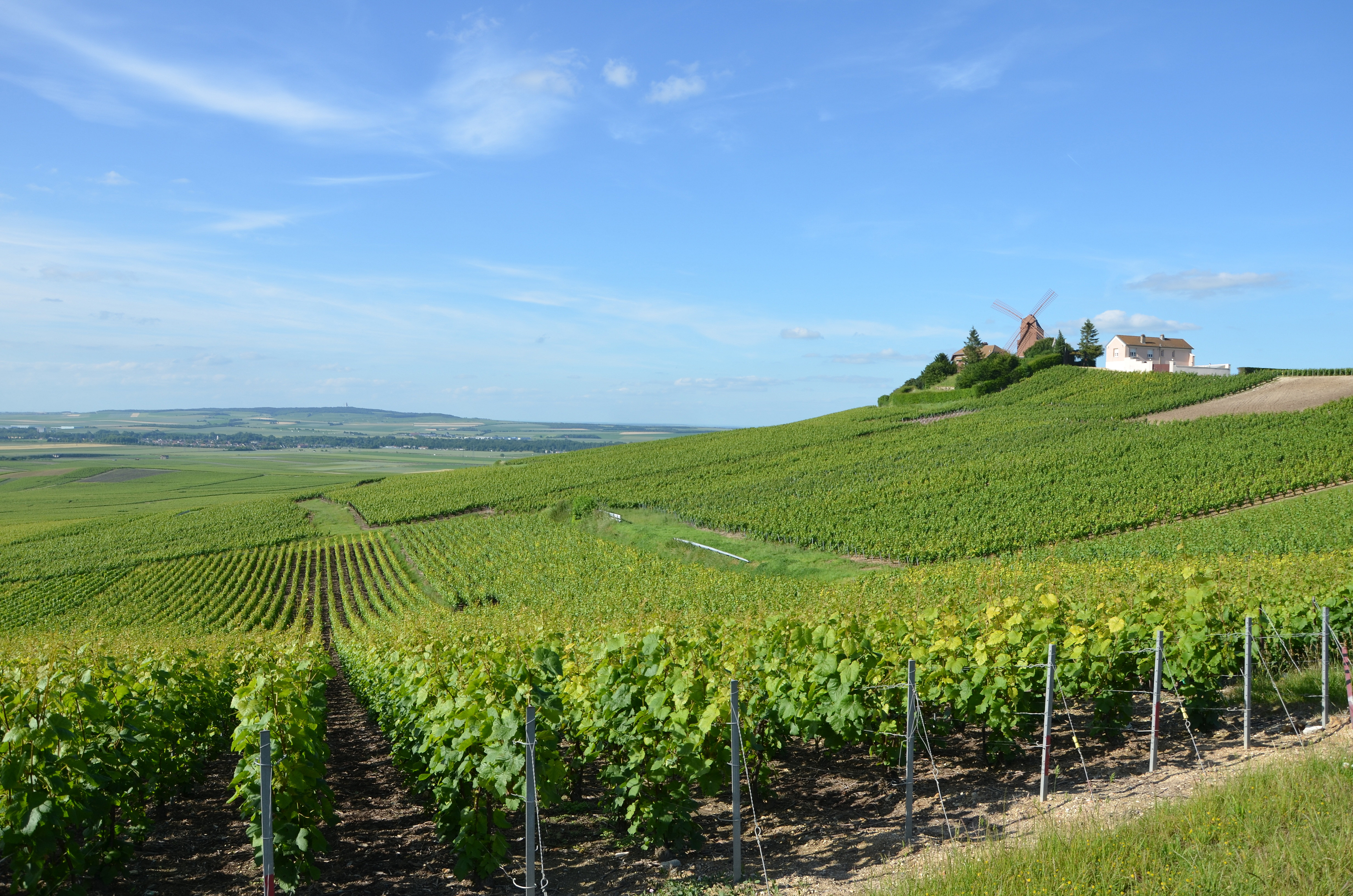
アイ近郊のブドウ畑の景観

ランスとエペルネーの間には、モンターニュ・ド・ランスと呼ばれるブドウ栽培地が広がる。オーヴィレール、アイ、マルイユ＝シュル＝アイの3つの（旧）コミューンにまたがる丘陵地はマルヌ川沿いにあり、モンターニュ・ド・ランスに含まれるが、隣接するブドウ栽培地のヴァレ・ド・ラ・マルヌの一部とされることもある。それらの丘陵地は、記録上裏付けられる範囲での、シャンパーニュ最古のブドウ栽培地群を対象としており、一緒に登録された4件のカーヴも、カーヴの中では初期の様子を伝えるものである。
シャンパーニュ地方はブドウ栽培の北限に近く、天候も安定しない。このため、年によって収穫量や品質に差が出やすいため、シャンパンの醸造においては、異なる収穫年のブドウから醸造されたワインをブレンドすることが行われる。収穫年の記載のない「ノン・ヴィンテージ」と呼ばれるワインがシャンパンの8割を占めるのは、そうした地域特有の事情による（残り2割は特定の当たり年のブドウのみで醸造されたワイン）。しかし、白亜質の土壌は水捌けのよさとブドウ栽培に適した保湿性を併せ持ち、その地下のカーヴはシャンパンの醸造に適した冷涼な環境を作り出す。
アイの場合、マルヌ川に面した斜面が真南を向いており、寒冷な地域にあっても日照を確保しやすい地形である。アイはランス、エペルネに次ぐシャンパン生産の重要地とも位置づけられ、そのアイのワインは古くから知られていた。アイには1584年まで遡れるシャンパーニュ現存最古のメゾンであるゴセ (Gosset) があり、更に遡れば、メロヴィング朝以来、ランスでの歴代国王の戴冠式に供されたワインは、アイとオーヴィレールで生産されたワイン（当時は非発泡性）に限定されていた。
オーヴィレールは前述の通り、オーヴィレール修道院を擁し、ドン・ペリニヨン修道士とも縁の深い場所である。

### ランスのサン＝ニケーズの丘
ランスは1991年に、ノートルダム大聖堂、サン＝レミ旧大修道院、トー宮殿の3件が世界遺産リストに登録された都市である。ノートルダム大聖堂とトー宮殿はランス市街中心部にあるが、サン＝レミ聖堂のみはそこから南に1kmほどのところに位置している。そのサン＝レミ聖堂の近傍には、大手メゾンが集中し、見学可能なカーヴも複数ある。登録対象になっているサン＝ニケーズの丘 (Colline Saint-Nicaise) は、その大手メゾンが地下に保有するカーヴ群、ならびにドゥモワゼル邸 (Villa Demoiselle) など、メゾンが地上に建てた建造物などを含む。

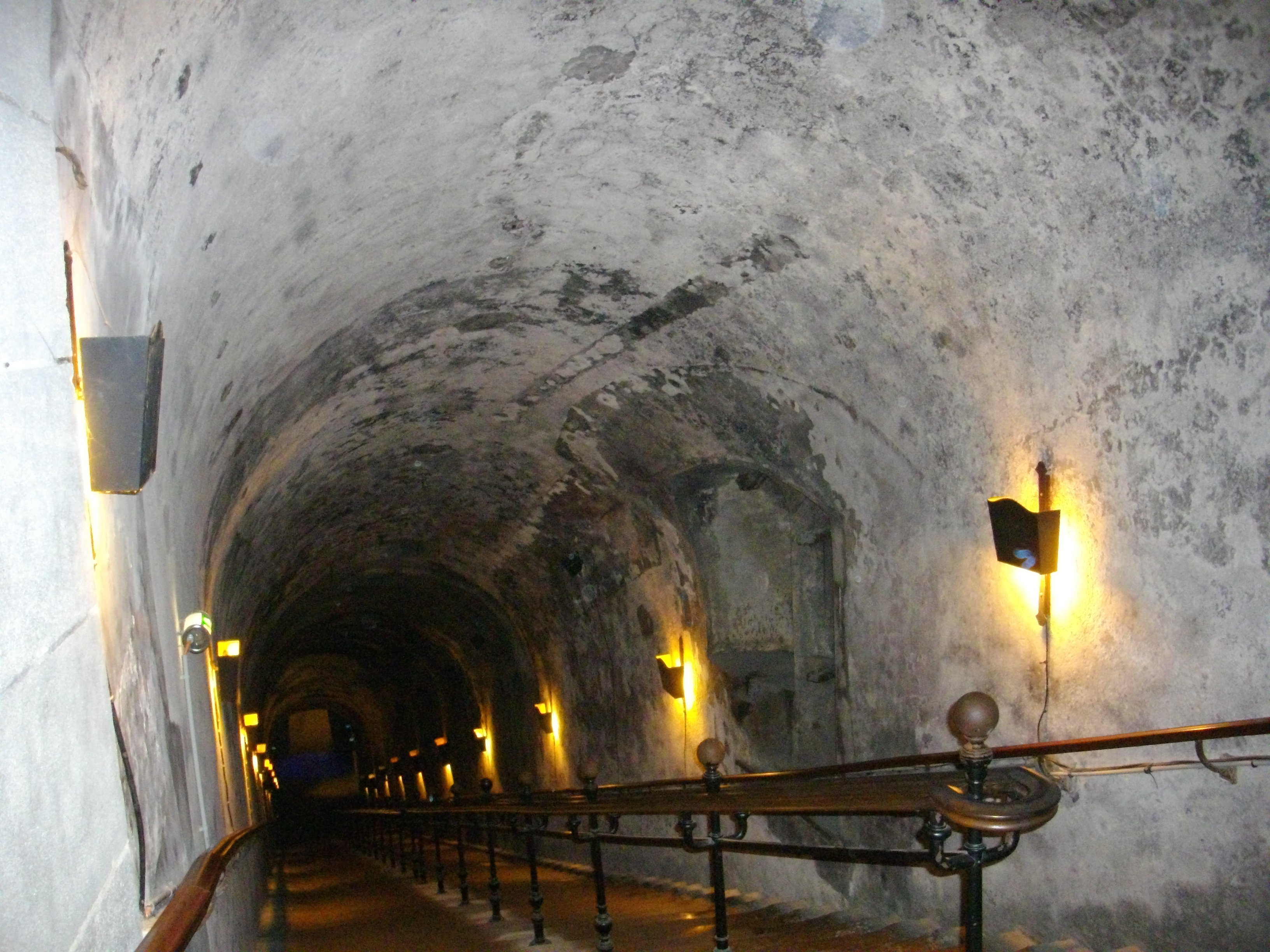
ポメリーのカーヴ

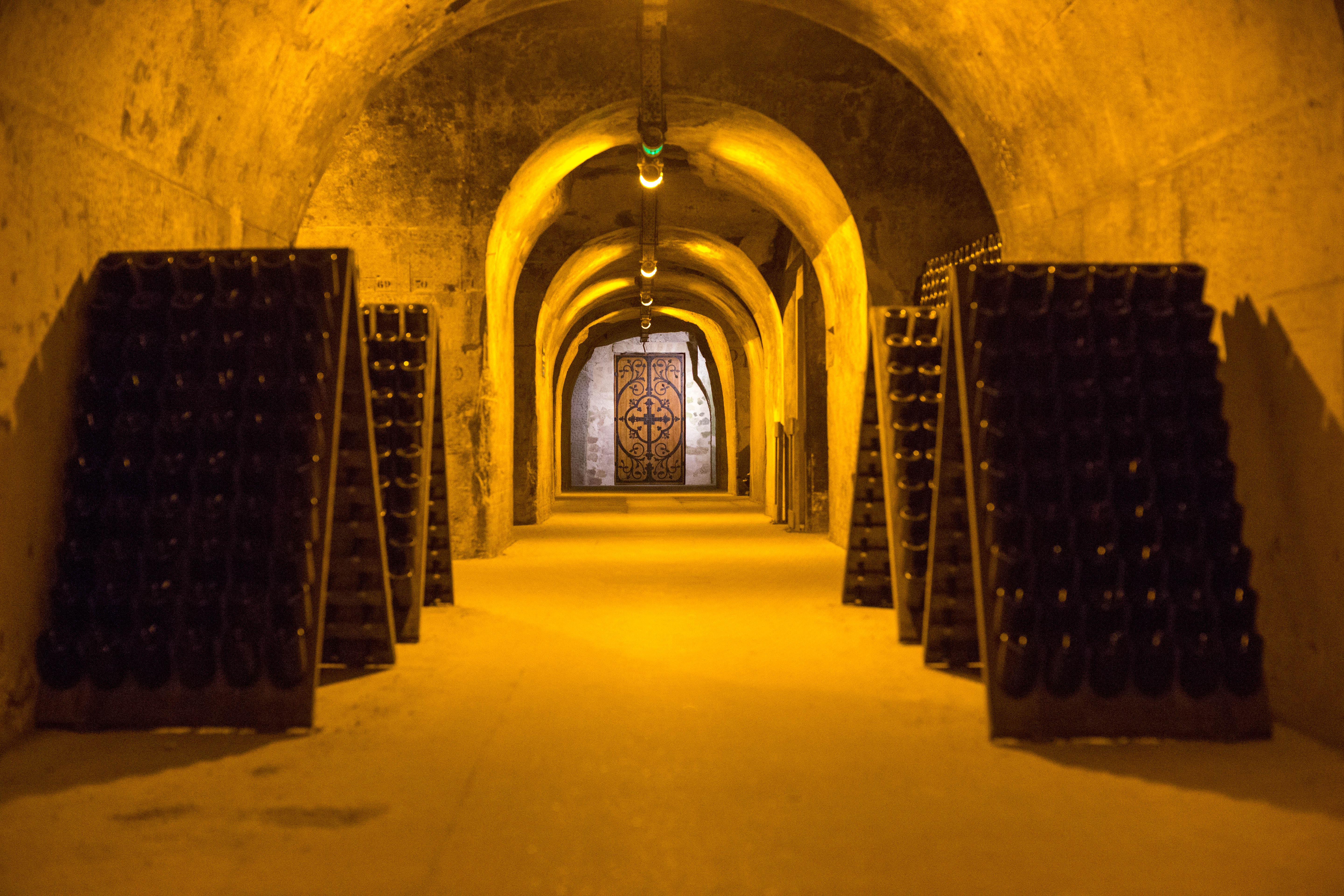
テタンジェのカーヴ

ランスで世界遺産になっているカーヴは、以下の通りである。
- リュイナール (Champagne Ruinart)[注釈 5]は、1729年にニコラ・リュイナールが創業した老舗であり、ニコラのおじは修道士ドン・ペリニヨンの協力者、ベネディクト会のドン・ティエリー・リュイナールであった[50][51]。リュイナールは1768年にカーヴを購入した[21]。そのカーヴは古代ローマの石切り場を転用したもので[52]、そもそも古代ローマの石切り場をワインの貯蔵庫に使うというアイデアは、ニコラ・リュイナールが思いついたものだったという[53]。リュイナールのカーヴは、ランス地下の3層構造の30 km に及ぶものである[21]。そのシャンパンはエレガントさが評価されており、エリゼ宮の晩餐会などにも供されている[52]。
- ポメリー (Pommery) は1836年創業で、現在はヴランケン＝ポメリー社 (Vranken-Pommery Monopole) の下にある[54]。上述のように、ポメリーの名を高めたのは19世紀のマダム・ポメリーであり、辛口のシャンパンを作り出した。現在のポメリーの売上高はメゾンの中で五指に入り、抱える自社畑300ヘクタールはメゾンの中で最大、そのカーヴも広大なものである[55]。カーヴは古代ローマ時代の石切り場を転用したもので、各所に彫刻などの装飾も施されている[54]。
- ヴーヴ・クリコないしヴーヴ・クリコ・ポンサルダン (Champagne Veuve Clicquot Ponsardin) は、フランス革命の混乱期にカーヴで結婚式を挙げ、未亡人となった後に販売量を急増させたヴーヴ・クリコのメゾンで、上述の通り、ルミアージュの手法の確立などで功績があった[56]。そのカーヴもまた、古代ローマ時代の石切り場を転用したものであった[21]。
- シャルル・エドシック (Charles Heidsieck)[注釈 6]はドイツ系のエドシック本家から分かれたメゾンで[57]、1851年にシャルル・カミュ・エドシックによって創業された[58]。シャルル・カミュはアメリカにわたり、大道芸とともにシャンパンを売り込み、シャンパン・チャーリー（英語版）の名で知られた[58]。のちに買収なども含めて規模を拡大し、その過程でランス地下20 m にあるカーヴも購入した[59]。そのカーヴの掘削は、他の古代ローマ時代の石切り場のように、2000年前に遡るとされる[60]。
- テタンジェ (Taittinger) は1734年創業のメゾン、フルノーを、ピエール・テタンジェが買収して、1931年に創業した[61]。現在までにテタンジェ・グループ（フランス語版）は多角的事業を営む大企業となったが[62]、そのサン＝ニケーズ広場にあるメゾン地下のカーヴは、市中心部のランス大聖堂付近にまで広がる規模を持っている[63]。
- マルテルも地下の石切り場跡をカーヴとしているメゾンで、その利用の歴史は18世紀まで遡る[64]。

### エペルネーのシャンパーニュ大通り

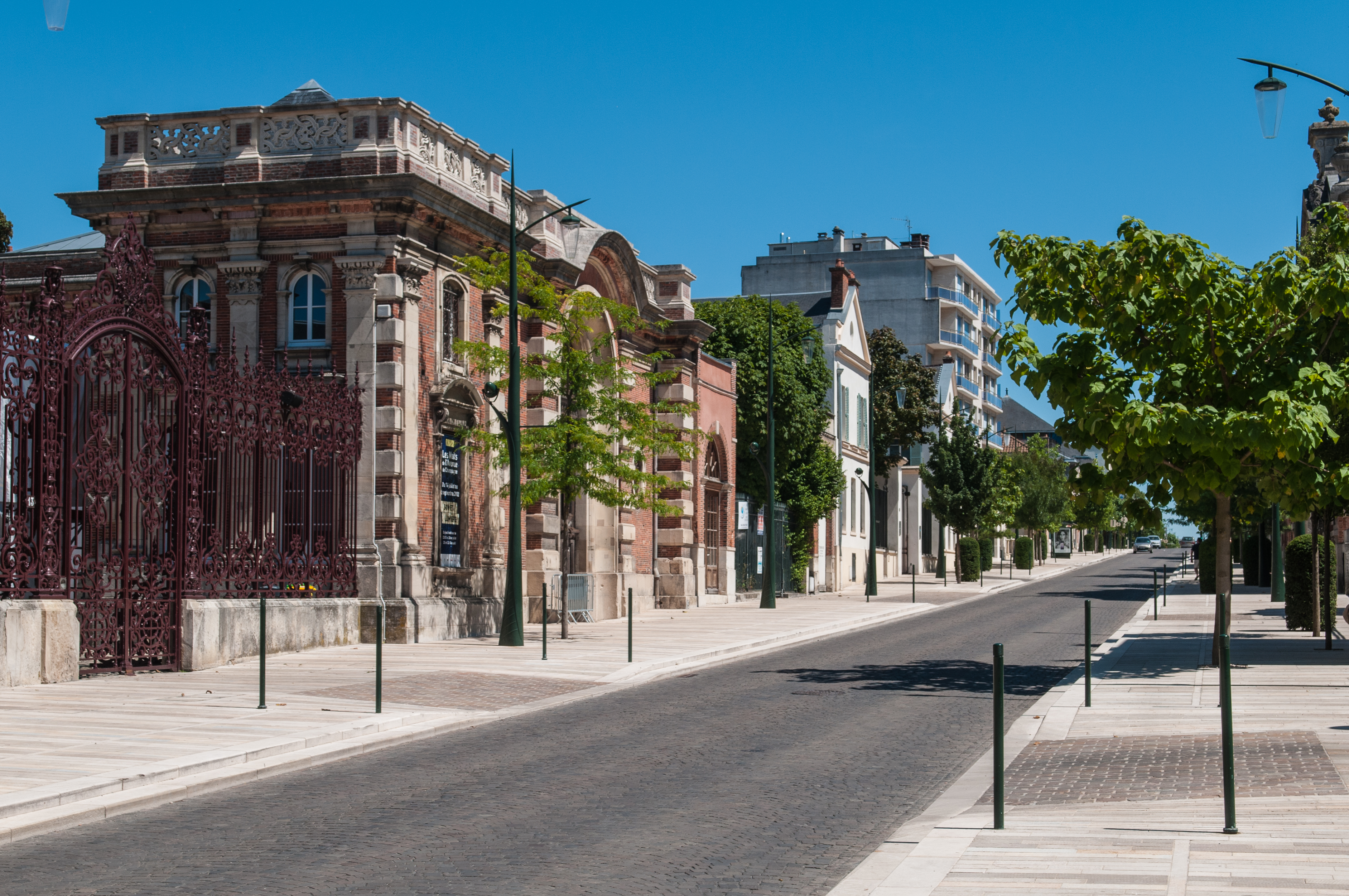
シャンパーニュ大通り

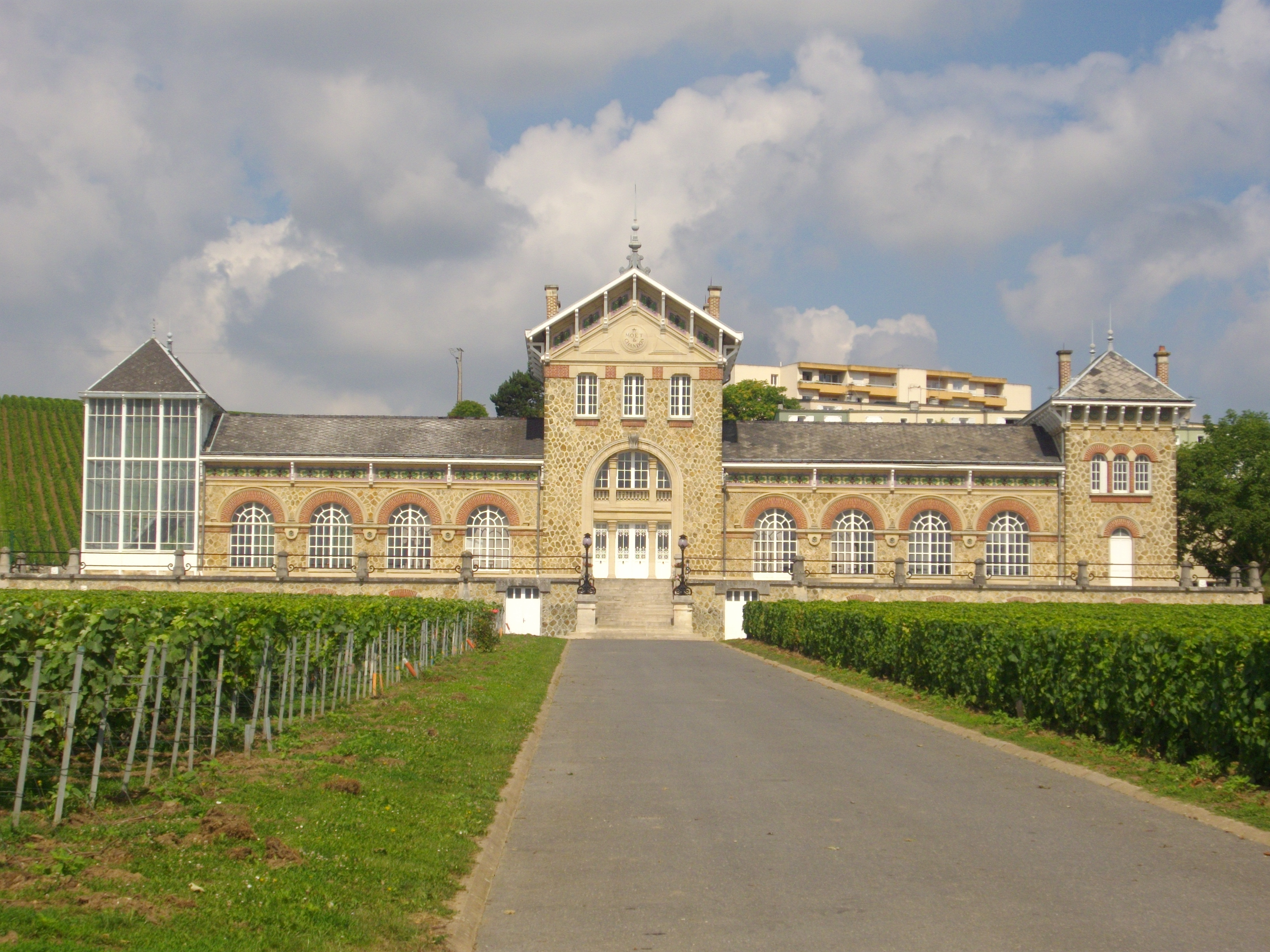
フォール・シャブロル

エペルネはシャンパーニュのメゾンが多くある町で、住民一人当たりの所得が国内最高とも言われる。その中心部にあるのがレピュブリック広場で、世界遺産になっているシャンパーニュ大通りは、そこから東に伸びる1キロメートルほどの街路である。
この大通りには、ドン・ペリニヨンを生産し、シャンパン出荷量が世界最大のメゾンモエ・エ・シャンドンがある。同社は1743年創業で、3代目のジャン・レミー・モエはナポレオン・ボナパルトの学友だった。モエ・エ・シャンドンのブリュット・アンペリアルは、その後も続いたナポレオンとの交流に因むものだという（アンペリアル Impérial(e) は「皇帝の」の意味）。ジャン・レミーはまた、ドン・ペリニヨン修道士とゆかりがあったオーヴィレール修道院を買い取った人物でもあり、以降、「ドン・ペリニョン」の名はモエ・エ・シャンドンが擁する最高級ブランド名となっている。モエ・エ・シャンドンは現在、ルイ・ヴィトンなども擁する高級ブランド企業LVMHの一部である。
モエ・エ・シャンドンが創業した18世紀は、ほかのメゾンがシャンパーニュ大通りに次々と建てられた時期でもあった。この街路が重視されたのは、それがドイツへと繋がるシャンパン輸出の通り道だったためである。この大通りに軒を連ねる他のメゾンには、
- モエ・エ・シャンドン以前にドン・ペリニヨンのブランドを有していた1858年創業のメルシエ (Mercier)[70]、
- エミール・ガレの手がけた花柄のビンが人気を博し、特にアメリカで受け入れられた1811年創業のペリエ・ジュエ (Perrier-Jouët)[71]、
- ウィンストン・チャーチルが愛飲し、今ではその名を冠したシャンパンを生産している1849年創業のポル・ロジェ (Pol Roger)[72]

などがある。ポル・ロジェのシャンパンは百か国以上で愛飲されており、戴冠式などの式典などでも飲まれている。
世界遺産構成資産としての「シャンパーニュ大通り」には、それよりも北方のマルドゥイユ大通り (avenue de Mardeuil) にあるフォール・シャブロルも含まれる。これは1900年に竣工したモエ・エ・シャンドンの施設で、ブドウネアブラムシの害を免れるためのブドウの接ぎ木技術の研究や教育に使われた。
シャンパーニュ大通りが構成資産に含まれた理由は、シャンパン生産と流通過程およびメゾンの発展史を伝えるものとしてであり、フォール・シャブロルは生産史への貴重な寄与が認められたものである。

## 登録経緯
この物件が世界遺産の暫定リストに記載されたのは2002年2月1日のことで、それが正式推薦されたのは、2014年1月16日のことだった。
その年の第38回世界遺産委員会では、イタリアワインの主産地のひとつがピエモンテのブドウ畑の景観:ランゲ＝ロエーロとモンフェッラートとして世界遺産リストに加わっている。世界遺産委員会の諮問機関である国際記念物遺跡会議 (ICOMOS) は、そうした先行するワイン関連の世界遺産との比較なども踏まえた上で、シャンパーニュの遺産群の顕著な普遍的価値を認め、「登録」を勧告した。
第39回世界遺産委員会（ボン、2015年）でもその価値が認められ、勧告通り登録が認められた。委員国からは、既存のワイン生産地の世界遺産と比べても、特異性があると称賛する声が相次ぎ、無形文化遺産としての価値に言及する委員国もあった。その一方、管理面の課題として、ポカンシー＝シャンピニュールの風力発電事業や、メゾンのひとつであるメルシエの新規事業計画などが資産にもたらす影響に対する懸念が、付帯決議として示された。

### 登録名
この物件の正式登録名は、英語: Champagne Hillsides, Houses and Cellars およびフランス語: Coteaux, Maisons et Caves de Champagne である。このうち、フランス語名については、登録直後はCoteaux, maisons et caves... となっていたが、翌年の第40回世界遺産委員会で、現在のようにメゾンとカーヴも大文字で書き始められる形に直された。その日本語訳は、以下のようにいくらかの揺れがある。
- シャンパーニュの丘陵、メゾンとカーヴ - 日本ユネスコ協会連盟[80]
- シャンパーニュの丘陵、醸造所と貯蔵庫 - 世界遺産検定事務局[81]
- シャンパーニュ地方の丘陵とシャンパン製造の工房及び地下酒蔵庫群 - 月刊文化財[82]
- シャンパーニュの丘、街並み、地下酒蔵施設 - 東京文化財研究所[83]
- シャンパーニュの丘陵群、家屋群、貯蔵庫群 - 古田陽久・古田真美[84]
- シャンパーニュの丘陵・家屋・地下貯蔵庫群- なるほど知図帳[85]
- シャンパーニュの丘陵、家屋、地下貯蔵庫群 - 今がわかる時代がわかる世界地図[86]

## 登録基準
この世界遺産は世界遺産登録基準のうち、以下の条件を満たし、登録された（以下の基準は世界遺産センター公表の登録基準からの翻訳、引用である）。
- (3) 現存するまたは消滅した文化的伝統または文明の、唯一のまたは少なくとも稀な証拠。

リュイナールの広告（アルフォンス・ミュシャ、1896年）

  - 世界遺産委員会の決議では、この基準の適用理由について、「伝統的なノウハウの発達を通じて、シャンパーニュの人々は、ブドウ栽培の面（過酷な気候や不毛な石灰質の土壌）やワイン製造工程の面で多くの障害を、アッサンブラージュや瓶詰めといった、スパークリングワインの生産技術を熟達させることで乗り越えてきた」[87]ことや、「シャンパーニュのブドウ栽培業者とメゾンとの均衡は、今なお活気ある先駆的異業種間構造を発展させた」ことを挙げた。

- (4) 人類の歴史上重要な時代を例証する建築様式、建築物群、技術の集積または景観の優れた例。
  - 世界遺産委員会はこの基準については、「壜内での二次発酵に基づくシャンパン特有の製造過程は、カーヴの広大なネットワークを必要とした」[87]ことや、「ランスでガロ＝ローマ時代や中世の石切り場をカーヴに転用したことや、エペルネーや丘陵地でカーヴを掘削したことは、シャンパンの隠れた側面といえる傑出した地下景観の形成に繋がった」[87]こと、さらには「18世紀以降、シャンパンが世界中に輸出され、その商業の発展が特有の都市計画を導いた」[87]ことなどを挙げた。

- (6) 顕著で普遍的な意義を有する出来事、現存する伝統、思想、信仰または芸術的、文学的作品と直接にまたは明白に関連するもの（この基準は他の基準と組み合わせて用いるのが望ましいと世界遺産委員会は考えている）。
  - 世界遺産委員会はこの基準については、一連の構成資産が「顕著な様式でもって、フランス風の生活術、祝儀・祭事、和解や（特にスポーツにおける）勝利の象徴といった、世界的に知られたシャンパンの独特なイメージを伝える」とし、「文学、絵画、カリカチュア、ポスター、音楽、映画、写真そして漫画さえもが、このワインのイメージの影響と不変性を立証している」[87]とした。

フランスではボルドーワインの産地（サン＝テミリオン地域）、ブルゴーニュワインの産地（ブルゴーニュのブドウ畑のクリマ）も世界遺産リストに登録されているが、基準 (6) が適用されているのは、このシャンパーニュの世界遺産だけである。

### 注釈

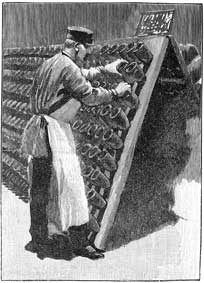
ルミュアージュの作業風景